# 所JAPAN
『所JAPAN』（ところジャパン）は、関西テレビ（カンテレ）の制作により、フジテレビ系列で2018年10月22日から2023年3月21日まで放送されていた教養バラエティ番組であり、所ジョージの冠番組。2020年3月16日までのタイトルは『新説!所JAPAN』（しんせつ ところジャパン）として放送されていた。
2018年6月26日（火曜日）の21時 - 22時48分にパイロット版として『所&磯田 ニッポンの謎 〜ふたりでスッキリさせちゃいましょうSP〜』（ところ・いそだ ニッポンのなぞ ふたりでスッキリさせちゃいましょうスペシャル）が放送された。

## 概要
所が世界と比較し、日本の異なる個性の特徴をテーマとして、多彩なスペシャリストの解説を交えた上で「知っているようで知らない身近な謎」について解き明かしていく。
所がフジテレビ系列のレギュラー番組でMCを務めるのは『Music Museum』（フジテレビ制作）以来17年半ぶりで、レギュラー出演を含めると『奇跡体験!アンビリバボー』の卒業以来6年ぶりとなった。また、所が関西テレビ制作の番組でMCを務めるのは当番組が初であった。
2020年4月13日より番組がリニューアルされ、タイトルを『所JAPAN』へと改題、同時にレギュラーパネラーとして佐々木希が加入した。また2020年4月以降はKing Gnuの「Flash!!!」が主にテーマ曲として使用されていた。
月曜22時台時代は前番組『世界の村のどエライさん』と同様にスペシャル放送は1度も放送されていなかったが、火曜21時台に移動後は初回に限り2時間スペシャルが放送された。それ以降も後座番組『火曜は全力!華大さんと千鳥くん』と交互で2時間スペシャルが放送される場合があった。
2021年1月18日で放送100回目を迎えた。
2021年10月の改編で火曜21時のドラマ枠と枠交換する形で月曜22時のドラマ枠が1996年3月以来26年ぶりに復活となり、それに伴う改編で当番組は火曜21時枠に移動となった。火曜21時台がバラエティ番組になるのは2016年9月まで放送していた『ニッポンのぞき見太郎 あなたは多数派?少数派?』以来5年ぶりで、月曜日から火曜日に移動した当ケースは時間帯こそ異なるものの「三枝の愛ラブ!爆笑クリニック」以来実に36年ぶりとなる。番組の移動により、火曜日21時台・22時台はバラエティ番組が連続する編成に転換された。これまで月曜日時代はクロスネットとの都合上で放送されなかったテレビ大分、テレビ宮崎でもネットを開始。再放送では解説放送も行っている。また、こうした月曜21 - 22時台が連続ドラマ、火曜21 - 22時台がバラエティーとなった編成を受け、関西テレビは「ゲツドラカッバラ」というキャンペーンフレーズを掲げ、後座番組の『 - 華大さんと千鳥くん』や2021年10月期の月9・月10ドラマ『ラジエーションハウスII〜放射線科の診断レポート〜』『アバランチ』の4番組による合同PRキャンペーンも展開した。

### 番組の終了
2022年12月25日になって、枠移動に伴う視聴率低迷などにより、2023年3月21日に終了し、4年半の歴史に幕を閉じた。後番組は若年層をターゲットに数回特番として放送された『パンドラTV』が『ひらけ!パンドラの箱 アンタッチャブるTV』として同年4月11日から放送が開始された。

## 出演者
MC
- 所ジョージ

レギュラーパネラー
- 佐々木希（女優）

※2020年4月13日放送分から出演。
準レギュラー
- 田中直樹（ココリコ）
- 陣内智則
- カズレーザー（メイプル超合金）
- 若槻千夏
- 河合郁人 (A.B.C-Z)

etc…
※田中以外はパイロット版には出演せず、レギュラー版での出演となる。
ゲスト
- 数名が出演（後述）。

JAPANツウ（専門家）
- 数名が出演（後述）。

VTR出演
- 磯田道史 - パイロット版では謎解きナビゲーターとして出演[注 7]。

※2020年12月21日放送分までの出演。
- 紫吹淳 - 「敏感主婦」役で出演。VTRの最後に宝塚の男役の口調で「胸が張り裂けそうだ」と言う事がお約束となっている[注 8]。

### 過去の出演者
進行
- 谷元星奈（関西テレビアナウンサー） - 初代アシスタント（2018年10月 - 2021年6月）。番組がレギュラー化してからの出演者で、パイロット版には出演していなかった。

謎キャスター
- 堀潤 - パイロット版に出演。

準レギュラー
- パックン
- ロバート・キャンベル

etc…

## 放送リスト

### パイロット版（放送リスト）
| 放送日                                | ゲスト                         |
| ------------------------------------- | ------------------------------ |
| 2018年6月26日（火曜日） 21:00 - 22:48 | 井森美幸、田中直樹（ココリコ） |

### レギュラー版（放送リスト、月曜22時台）

#### 2018年（平成30年）
| 回 | 放送日   | ゲスト                           | JAPANツウ(専門家)                                                        | 備考                                |
| -- | -------- | -------------------------------- | ------------------------------------------------------------------------ | ----------------------------------- |
| 1  | 10月22日 | 井森美幸、陣内智則、要潤         | パトリック・ハーラン（パックンマックン）、松本秀樹、宮村浩気             |                                     |
| 2  | 10月29日 | 村上佳菜子、田中直樹（ココリコ） | ロバート・キャンベル、直島美佳、速水健朗                                 |                                     |
| 3  | 11月05日 | 渡辺満里奈、田中直樹（ココリコ） | ロバート・キャンベル、西川剛史、ナジャ・グランディーバ                   |                                     |
| 4  | 11月12日 | 森口博子、陣内智則               | パトリック・ハーラン（パックンマックン）、大和イチロウ、タカタ先生       |                                     |
| 5  | 11月19日 | 釈由美子、陣内智則               | パトリック・ハーラン（パックンマックン）、高田和明、高田彩朱、はんつ遠藤 |                                     |
| 6  | 11月26日 | 田中美佐子、田中直樹（ココリコ） | ロバート・キャンベル、増田セバスチャン、飯田結太                         |                                     |
| 7  | 12月03日 | 陣内智則、足立梨花               | にしゃんた、山岡重行、佐渡島庸平                                         | 22:15 - 23:09に放送（15分繰り下げ） |
| 8  | 12月10日 | 田中直樹（ココリコ）、遼河はるひ | にしゃんた、安井レイコ                                                   |                                     |
| 9  | 12月17日 | 陣内智則、坂下千里子             | 小関敦之、佐藤豊                                                         | 22:15 - 23:09に放送（15分繰り下げ） |

#### 2019年（平成31年→令和元年）
| 回 | 放送日   | ゲスト                                   | JAPANツウ(専門家)                                            | 備考                                |
| -- | -------- | ---------------------------------------- | ------------------------------------------------------------ | ----------------------------------- |
| 10 | 1月07日  | 井森美幸、田中直樹（ココリコ）           | （無し）                                                     | 22:30 - 23:24に放送（30分繰り下げ） |
| 11 | 1月14日  | 田中直樹（ココリコ）、早見優             | 森田豊、高木伸一                                             | 22:15 - 23:09に放送（15分繰り下げ） |
| 12 | 1月21日  | 陣内智則、SHELLY                         | 磯田道史、ロバート・キャンベル                               |                                     |
| 13 | 1月28日  | 田中直樹（ココリコ）、川田裕美           | パトリック・ハーラン（パックンマックン）、黒川勇人           |                                     |
| 14 | 2月04日  | 陣内智則、MEGUMI                         | ロバート・キャンベル、青山浩之                               |                                     |
| 15 | 2月11日  | 松本明子、田中直樹（ココリコ）           | 荻原博子、パトリック・ハーラン（パックンマックン）           |                                     |
| 16 | 2月18日  | 陣内智則、眞鍋かをり                     | ロバート・キャンベル、唐沢明、カベルナリア吉田               |                                     |
| 17 | 2月25日  | 渡辺満里奈、田中直樹（ココリコ）         | パトリック・ハーラン（パックンマックン）、スイーツ番長       |                                     |
| 18 | 3月04日  | 島崎和歌子、陣内智則                     | パトリック・ハーラン（パックンマックン）、吉岡秀子           |                                     |
| 19 | 3月11日  | 田中美佐子、田中直樹                     | パトリック・ハーラン（パックンマックン）、山下メロ           |                                     |
| 20 | 3月18日  | 佐藤仁美、陣内智則                       | ロバート・キャンベル                                         | 22:30 - 23:24に放送（30分繰り下げ） |
| 21 | 4月08日  | 田中直樹（ココリコ）、木南晴夏           | パトリック・ハーラン（パックンマックン）                     | 22:30 - 23:24に放送（30分繰り下げ） |
| 22 | 4月15日  | 森口博子、陣内智則、山本美月             | ロバート・キャンベル                                         | 22:15 - 23:09に放送（15分繰り下げ） |
| 23 | 4月22日  | 陣内智則、SHELLY、松岡茉優               | パトリック・ハーラン（パックンマックン）                     |                                     |
| 24 | 4月29日  | 宮崎美子、陣内智則                       | 磯田道史、パトリック・ハーラン（パックンマックン）           |                                     |
| 25 | 5月06日  | 井森美幸、田中直樹（ココリコ）           | ロバート・キャンベル                                         |                                     |
| 26 | 5月13日  | 田中直樹、ベッキー                       | 磯田道史、パトリック・ハーラン（パックンマックン）           |                                     |
| 27 | 5月20日  | 陣内智則、渡辺満里奈                     | パトリック・ハーラン（パックンマックン）                     |                                     |
| 28 | 5月27日  | 陣内智則、安田美沙子                     | ロバート・キャンベル                                         |                                     |
| 29 | 6月03日  | 小倉優子、田中直樹（ココリコ）           | 磯田道史、パトリック・ハーラン（パックンマックン）、多田文明 |                                     |
| 30 | 6月10日  | 井森美幸、陣内智則                       | ロバート・キャンベル                                         |                                     |
| 31 | 6月17日  | 川田裕美、田中直樹                       | パトリック・ハーラン（パックンマックン）                     | 22:15 - 23:09に放送（15分繰り下げ） |
| 32 | 7月08日  | 陣内智則、眞鍋かをり                     | ロバート・キャンベル                                         | 22:30 - 23:24に放送（30分繰り下げ） |
| 33 | 7月15日  | 井森美幸、陣内智則、三浦春馬             | パトリック・ハーラン（パックンマックン）                     | 22:15 - 23:09に放送（15分繰り下げ） |
| 34 | 7月22日  | 田中直樹（ココリコ）、渡辺満里奈         | ロバート・キャンベル                                         |                                     |
| 35 | 7月29日  | 坂下千里子、陣内智則、                   | 磯田道史、パトリック・ハーラン（パックンマックン）           |                                     |
| 36 | 8月05日  | 菊池桃子、田中直樹（ココリコ）           | 磯田道史、パトリック・ハーラン（パックンマックン）           |                                     |
| 37 | 8月12日  | 田中直樹、安田美沙子                     | ロバート・キャンベル                                         |                                     |
| 38 | 8月19日  | 陣内智則、和田アキ子                     | ロバート・キャンベル                                         |                                     |
| 39 | 8月26日  | 柴田理恵、田中直樹（ココリコ）           | ロバート・キャンベル                                         | 22:45 - 23:39に放送（45分繰り下げ） |
| 40 | 9月02日  | 陣内智則、辺見えみり                     | ロバート・キャンベル                                         |                                     |
| 41 | 9月09日  | 陣内智則、高畑淳子                       | ロバート・キャンベル                                         |                                     |
| 42 | 9月16日  | 井森美幸、田中直樹（ココリコ）           | 磯田道史、パトリック・ハーラン（パックンマックン）           | 22:55 - 23:49に放送（55分繰り下げ） |
| 43 | 9月23日  | 大倉孝二、田中直樹、若槻千夏             | パトリック・ハーラン（パックンマックン）                     | 22:40 - 23:34に放送（40分繰り下げ） |
| 44 | 10月07日 | 川田裕美、陣内智則、吉田羊               | ロバート・キャンベル                                         | 22:30 - 23:24に放送（30分繰り下げ） |
| 45 | 10月14日 | 田中直樹（ココリコ）、山口もえ           | パトリック・ハーラン（パックンマックン）                     | 23:05 - 23:59に放送（50分繰り下げ） |
| 46 | 10月21日 | 足立梨花、陣内智則                       | パトリック・ハーラン（パックンマックン）                     |                                     |
| 47 | 10月28日 | SHELLY、田中直樹（ココリコ）             | パトリック・ハーラン（パックンマックン）                     |                                     |
| 48 | 11月04日 | 菊池桃子、陣内智則                       | パトリック・ハーラン（パックンマックン）、磯田道史、村瀬哲史 |                                     |
| 49 | 11月11日 | 田中美佐子、田中直樹（ココリコ）         | 磯田道史、パトリック・ハーラン（パックンマックン）           |                                     |
| 50 | 11月18日 | 佐藤仁美、陣内智則                       | パトリック・ハーラン（パックンマックン）                     |                                     |
| 51 | 11月25日 | 鈴木福、田中直樹（ココリコ）、眞鍋かをり | 磯田道史                                                     |                                     |
| 52 | 12月02日 | 井森美幸、陣内智則                       | ロバート・キャンベル                                         |                                     |
| 53 | 12月09日 | 田中直樹（ココリコ）、若槻千夏           | パトリック・ハーラン（パックンマックン）                     |                                     |
| 54 | 12月16日 | 陣内智則、ベッキー                       | ロバート・キャンベル、磯田道史                               | 22:30 - 23:24に放送（30分繰り下げ） |

#### 2020年（令和2年）
| 回 | 放送日   | ゲスト | JAPANツウ(専門家)                                                               | 備考                                |
| -- | -------- | --- | ------------------------------------------------------------------------------- | ----------------------------------- |
| 55 | 1月06日  | 井森美幸、田中直樹（ココリコ）、岡崎紗絵                                                                                                 | 磯田道史、パトリック・ハーラン（パックンマックン）                              | 22:30 - 23:24に放送（30分繰り下げ） |
| 56 | 1月13日  | 渡部篤郎、渡辺満里奈、田中直樹（ココリコ）                                                                                               | パトリック・ハーラン（パックンマックン）                                        | 22:15 - 23:09に放送（15分繰り下げ） |
| 57 | 1月20日  | 足立梨花、川田裕美、陣内智則、田中直樹（ココリコ）                                                                                       | ロバート・キャンベル                                                            |                                     |
| 58 | 1月27日  | SHELLY、陣内智則、高橋ユウ | パトリック・ハーラン（パックンマックン）                                        |                                     |
| 59 | 2月03日  | 柴田理恵、千田嘉博、田中直樹（ココリコ）、Dream Ami                                                                                      | パトリック・ハーラン（パックンマックン）                                        |                                     |
| 60 | 2月10日  | 坂下千里子、陣内智則、谷まりあ | ロバート・キャンベル、塩崎省吾                                                  |                                     |
| 61 | 2月17日  | 植村峻、田中直樹（ココリコ）、田中美佐子、若槻千夏                                                                                       | パトリック・ハーラン（パックンマックン）、哲夫（笑い飯）                        |                                     |
| 62 | 2月24日  | 磯山さやか、陣内智則、渡辺満里奈 | パトリック・ハーラン（パックンマックン）                                        |                                     |
| 63 | 3月02日  | 井森美幸、鈴木伸之（劇団EXILE）、田中直樹（ココリコ）                                                                                    | パトリック・ハーラン（パックンマックン）                                        |                                     |
| 64 | 3月09日  | カズレーザー（メイプル超合金）、陣内智則、三浦翔平、遼河はるひ、ロバート・キャンベル                                                     | フレデリック・クレイーンス                                                      |                                     |
| 65 | 3月16日  | 足立梨花、庄司智春（品川庄司）、陣内智則、檀れい、パトリック・ハーラン（パックンマックン）                                               | 高橋大輔                                                                        | 22:15 - 23:09に放送（15分繰り下げ） |
| 66 | 4月13日  | 磯田道史、陣内智則、ビビる大木、三田寛子                                                                                                 |                                                                                 | 22:30 - 23:24に放送（30分繰り下げ） |
| 67 | 4月20日  | 柴田理恵、田中直樹（ココリコ）、つるの剛士、ロバート・キャンベル                                                                         | 千田嘉博                                                                        | 22:15 - 23:09に放送（15分繰り下げ） |
| 68 | 4月27日  | 田中直樹（ココリコ）、哲夫（笑い飯）、パトリック・ハーラン（パックンマックン）                                                           |                                                                                 |                                     |
| 69 | 5月04日  | カズレーザー（メイプル超合金）、陣内智則、パトリック・ハーラン（パックンマックン                                                         |                                                                                 |                                     |
| 70 | 5月11日  | 磯田道史、陣内智則、パトリック・ハーラン（パックンマックン）、ビビる大木、三田寛子                                                       |                                                                                 |                                     |
| 71 | 5月18日  | 坂下千里子、柴田理恵、陣内智則、鈴木伸之（劇団EXILE）、田中直樹（ココリコ）、Dream Ami、パトリック・ハーラン（パックンマックン）         | 磯田道史、千田嘉博、村瀬哲史                                                    |                                     |
| 72 | 5月25日  | 足立梨花、川田裕美、佐藤仁美、島崎和歌子、陣内智則、パトリック・ハーラン（パックンマックン）、ロバート・キャンベル、渡辺満里奈、渡部篤郎 | 磯田道史、黒川勇人、リュウジ                                                    |                                     |
| 73 | 6月01日  | 陣内智則、パトリック・ハーラン（パックンマックン）                                                                                       | 磯田道史、松村真宏、和田由貴、哲夫（笑い飯）                                    |                                     |
| 74 | 6月08日  | 田中直樹（ココリコ）、田中美佐子、陣内智則、パトリック・ハーラン（パックンマックン）、ベッキー、ロバート・キャンベル、若槻千夏           | 磯田道史、千田嘉博、哲夫（笑い飯）、リュウジ                                    |                                     |
| 75 | 6月15日  | 陣内智則、田中直樹（ココリコ）、パトリック・ハーラン（パックンマックン）                                                                 | 青山浩之、片桐仁、タカタ先生                                                    |                                     |
| 76 | 6月22日  | カズレーザー（メイプル超合金）、陣内智則、パトリック・ハーラン（パックンマックン）                                                       | 磯田道史                                                                        |                                     |
| 77 | 6月29日  | 芦田愛菜、陣内智則、パトリック・ハーラン（パックンマックン）                                                                             | 磯田道史、千田嘉博                                                              |                                     |
| 78 | 7月20日  | 田中直樹（ココリコ）、椿鬼奴、ロバート・キャンベル                                                                                       | 磯田道史                                                                        | 22:30 - 23:24に放送（30分繰り下げ） |
| 79 | 7月27日  | 陣内智則、パトリック・ハーラン（パックンマックン）                                                                                       | 口尾麻美、哲夫（笑い飯）                                                        |                                     |
| 80 | 8月03日  | 田中直樹（ココリコ）、ビビる大木、ロバート・キャンベル                                                                                   | 松村真宏                                                                        |                                     |
| 81 | 8月10日  | 田中直樹（ココリコ）、パトリック・ハーラン（パックンマックン）、渡辺満里奈                                                               | 磯田道史                                                                        |                                     |
| 82 | 8月17日  | カズレーザー（メイプル超合金）、陣内智則、ロバート・キャンベル                                                                           | 青山浩之                                                                        |                                     |
| 83 | 8月24日  | 陣内智則、ロバート・キャンベル | 青山浩之、千田嘉博                                                              |                                     |
| 84 | 8月31日  | 田中直樹（ココリコ）、パトリック・ハーラン（パックンマックン）                                                                           | 宇治原史規（ロザン）、タカタ先生、松村真宏                                      |                                     |
| 85 | 9月07日  | 田中直樹（ココリコ）、パトリック・ハーラン（パックンマックン）、山本耕史                                                                 | 千田嘉博                                                                        |                                     |
| 86 | 9月14日  | 陣内智則、ロバート・キャンベル | かじがや卓哉、カズレーザー（メイプル超合金）                                    |                                     |
| 87 | 9月21日  | 陣内智則、パトリック・ハーラン（パックンマックン）                                                                                       | IKKO、片桐仁、池田由紀子                                                        |                                     |
| 88 | 9月28日  | 陣内智則、パトリック・ハーラン（パックンマックン）                                                                                       | 中野瑞樹、松村真宏                                                              |                                     |
| 89 | 10月05日 | 田中直樹（ココリコ）、山崎怜奈（乃木坂46）                                                                                               | 千田嘉博                                                                        |                                     |
| 90 | 10月12日 | 陣内智則、カズレーザー（メイプル超合金）                                                                                                 | 宇治原史規（ロザン）、濱口優（よゐこ）、芦原瑞文                                |                                     |
| 91 | 10月19日 | 田中直樹（ココリコ）、若槻千夏 | 川島明（麒麟）、タカタ先生、好井まさお（井下好井）                              |                                     |
| 92 | 11月02日 | 陣内智則、SHELLY | 石田明（NON STYLE）、カズレーザー（メイプル超合金）                             | 22:30 - 23:24に放送（30分繰り下げ） |
| 93 | 11月09日 | 田中直樹（ココリコ）、カズレーザー（メイプル超合金）                                                                                     | 宇治原史規（ロザン）、磯田道史、松村真宏                                        | 22:15 - 23:09に放送（15分繰り下げ） |
| 94 | 11月16日 | 陣内智則、若槻千夏 | カズレーザー（メイプル超合金）、磯田道史                                        |                                     |
| 95 | 11月23日 | 田中直樹（ココリコ）、白濱亜嵐（EXILE/GENERATION）                                                                                       | カズレーザー（メイプル超合金）、天童よしみ、平井“ファラオ“光（馬鹿よ貴方は）    |                                     |
| 96 | 11月30日 | 陣内智則 | カズレーザー（メイプル超合金）、河合郁人（A.B.C-Z）、青山浩之、高城久、高城光樹 |                                     |
| 97 | 12月07日 | 田中直樹（ココリコ） | 井上咲楽、カズレーザー（メイプル超合金）、芦原瑞文、タカタ先生                  |                                     |
| 98 | 12月14日 | 陣内智則、若槻千夏 | カズレーザー（メイプル超合金）、片桐仁                                          |                                     |
| 99 | 12月21日 | 陣内智則、カズレーザー（メイプル超合金）                                                                                                 | 川島明（麒麟）、磯田道史、千田嘉博                                              |                                     |

#### 2021年（令和3年）
| 回  | 放送日  | ゲスト | JAPANツウ（専門家）                                                 | 備考                                                                   |
| --- | ------- | --- | ------------------------------------------------------------------- | ---------------------------------------------------------------------- |
| 100 | 1月18日 | 田中直樹（ココリコ）、若槻千夏                                                                                      | 井上咲楽、芦原瑞文、哲夫（笑い飯）                                  |                                                                        |
| 101 | 1月25日 | 陣内智則、真木よう子                                                                                                | カズレーザー（メイプル超合金）、横澤夏子、川津尚美                  |                                                                        |
| 102 | 2月01日 | カズレーザー（メイプル超合金）、香里奈、田中直樹（ココリコ）                                                        | 若槻千夏、本村健太郎、好井まさお（井下好井）                        |                                                                        |
| 103 | 2月08日 | 田中直樹（ココリコ）、カズレーザー（メイプル超合金）                                                                | 川島明（麒麟）、芦原瑞文                                            |                                                                        |
| 104 | 2月15日 | 陣内智則 | カズレーザー（メイプル超合金）、河合郁人（A.B.C-Z）、哲夫（笑い飯） |                                                                        |
| 105 | 2月22日 | 田中直樹（ココリコ）                                                                                                | カズレーザー（メイプル超合金）、若槻千夏、芦原瑞文                  |                                                                        |
| 106 | 3月01日 | 陣内智則、若槻千夏                                                                                                  | カズレーザー（メイプル超合金）、くっきー!（野性爆弾）               |                                                                        |
| 107 | 3月08日 | 陣内智則、若槻千夏                                                                                                  | カズレーザー（メイプル超合金）、横澤夏子、岩寄紀子                  |                                                                        |
| 108 | 3月15日 | 田中直樹（ココリコ）                                                                                                | カズレーザー（メイプル超合金）、若槻千夏                            |                                                                        |
| 109 | 3月22日 | 吉瀬美智子、陣内智則                                                                                                | シュウペイ（ぺこぱ）、横澤夏子、飯塚奈々                            | 22:30 - 23:24に放送（30分繰り下げ）                                    |
| 110 | 4月05日 | 田中直樹（ココリコ）、若槻千夏                                                                                      | 陣内智則                                                            | 22:30 - 23:24に放送（30分繰り下げ）                                    |
| 111 | 4月12日 | 松田龍平、陣内智則、若槻千夏                                                                                        | カズレーザー（メイプル超合金）、片桐仁                              | 22:15 - 23:09に放送（15分繰り下げ）                                    |
| 112 | 4月19日 | 田中直樹（ココリコ）、若槻千夏                                                                                      | カズレーザー（メイプル超合金）、河合郁人（A.B.C-Z）、大原利雄       |                                                                        |
| 113 | 4月26日 | 河合郁人（A.B.C-Z）、若槻千夏                                                                                       | カズレーザー（メイプル超合金）、田中直樹（ココリコ）                |                                                                        |
| 114 | 5月03日 | 千原ジュニア、陣内智則                                                                                              | カズレーザー（メイプル超合金）、若槻千夏                            | 『クセバラWEEK』の一環として放送                                       |
| 115 | 5月10日 | カズレーザー（メイプル超合金）、陣内智則、若槻千夏、くっきー!（野性爆弾）                                           |                                                                     |                                                                        |
| 116 | 5月17日 | 田中直樹（ココリコ）、若槻千夏、カズレーザー（メイプル超合金）、河合郁人（A.B.C-Z）                                 |                                                                     |                                                                        |
| 117 | 5月24日 | 田中直樹（ココリコ）、若槻千夏、カズレーザー（メイプル超合金）、河合郁人（A.B.C-Z）                                 | 大原利雄                                                            |                                                                        |
| 118 | 5月31日 | 陣内智則、若槻千夏、カズレーザー（メイプル超合金）、くっきー!（野性爆弾）                                           |                                                                     |                                                                        |
| 119 | 6月07日 | カズレーザー（メイプル超合金）、田中直樹（ココリコ）、千原ジュニア、若槻千夏                                        |                                                                     |                                                                        |
| 120 | 6月14日 | 高岡早紀、カズレーザー（メイプル超合金）、陣内智則、河合郁人（A.B.C-Z）                                             | 大原利雄                                                            | 22:30 - 23:24に放送（30分繰り下げ）                                    |
| 121 | 6月21日 | 田中直樹（ココリコ）、若槻千夏、宇治原史規（ロザン）、カズレーザー（メイプル超合金）                                |                                                                     | 22:30 - 23:24に放送（30分繰り下げ）                                    |
| 122 | 6月28日 | カズレーザー（メイプル超合金）、陣内智則、若槻千夏                                                                  | くっきー!（野性爆弾）                                               | 22:15 - 23:09に放送（15分繰り下げ） 進行役の谷元星奈アナが最後の出演。 |
| 123 | 7月05日 | ヒロミ、カズレーザー（メイプル超合金）、田中直樹（ココリコ）                                                        | 若槻千夏                                                            |                                                                        |
| 124 | 7月12日 | カズレーザー（メイプル超合金）、陣内智則、若槻千夏                                                                  | 河合郁人（A.B.C-Z）、大原利雄                                       |                                                                        |
| 125 | 7月19日 | 田中直樹（ココリコ）、若槻千夏                                                                                      | カズレーザー（メイプル超合金）                                      |                                                                        |
| 126 | 8月09日 | カズレーザー（メイプル超合金）、くっきー!（野性爆弾）、陣内智則、若槻千夏                                           |                                                                     | 22:15 - 23:09に放送（15分繰り下げ）                                    |
| 127 | 8月16日 | 陣内智則、若槻千夏                                                                                                  | カズレーザー（メイプル超合金）                                      |                                                                        |
| 128 | 8月23日 | カズレーザー（メイプル超合金）、田中直樹（ココリコ）、若槻千夏                                                      | 河合郁人（A.B.C-Z）、渡辺哲夫                                       |                                                                        |
| 129 | 8月30日 | 小林幸子、山下健二郎（三代目J Soul Brothers from EXILE TRIBE）、カズレーザー（メイプル超合金） 田中直樹（ココリコ） | 若槻千夏                                                            |                                                                        |
| 130 | 9月06日 | 陣内智則、奈緒、若槻千夏                                                                                            | カズレーザー（メイプル超合金）                                      |                                                                        |
| 131 | 9月13日 | カズレーザー（メイプル超合金）、田中直樹（ココリコ）、ヒロミ、山下健二郎（三代目J Soul Brothers fro m EXILE TRIBE） | 若槻千夏                                                            |                                                                        |

### レギュラー版（放送リスト、火曜21時台）

#### 2021年（令和3年）
| 回  | 放送日   | パネラー                                                                     | ゲスト                                                                               | VTR出演                                                                                                   | 備考   |
| --- | -------- | ---------------------------------------------------------------------------- | ------------------------------------------------------------------------------------ | --- | ------ |
| 132 | 10月12日 | 陣内智則                                                                     | 小沢真珠、河合郁人（A.B.C-Z）、くっきー!（野性爆弾）、深田恭子、若槻千夏             | | [ 11 ] |
| 133 | 10月26日 | カズレーザー（メイプル超合金）、田中直樹（ココリコ）                         | 安藤なつ（メイプル超合金）、岡崎紗絵、小沢真珠、紫吹淳、須﨑優衣、深田恭子、若槻千夏 | 田中理恵、水鳥寿思                                                                                        | [ 11 ] |
| 134 | 11月02日 | 田中直樹（ココリコ）                                                         | カズレーザー（メイプル超合金）、ヒロミ、若槻千夏                                     | |        |
| 135 | 11月09日 | 田中直樹（ココリコ）                                                         | カズレーザー（メイプル超合金）、ヒロミ、若槻千夏                                     | |        |
| 136 | 11月16日 | 田中直樹（ココリコ）、陣内智則                                               | 生田斗真、河合郁人（A.B.C-Z）、カズレーザー（メイプル超合金）、若槻千夏              | |        |
| 137 | 11月23日 | 陣内智則                                                                     | カズレーザー（メイプル超合金）、世界（EXILE/FANTASTICS from EXILE TRIBE）、若槻千夏  | |        |
| 138 | 11月30日 | 田中直樹（ココリコ）                                                         | カズレーザー（メイプル超合金）、橋本良亮（A.B.C-Z）、若槻千夏                        | くっきー!（野性爆弾）、PSYCHIC FEVER、関口メンディー（EXILE/GENERATIONS from EXILE TRIBE）、EXILE TETSUYA |        |
| 139 | 12月07日 | 河合郁人（A.B.C-Z）、田中直樹（ココリコ）、那須川天心、若槻千夏              |                                                                                      | ふなっしー                                                                                                |        |
| 140 | 12月14日 | カズレーザー（メイプル超合金）、陣内智則、バカリズム、若槻千夏               |                                                                                      | |        |
| 141 | 12月21日 | カズレーザー（メイプル超合金）、田中直樹（ココリコ）、ヒロミ、森泉、若槻千夏 |                                                                                      | |        |

#### 2022年（令和4年）
| 回  | 放送日   | パネラー                                                                                          | VTR出演                                                          | 備考   |
| --- | -------- | ------------------------------------------------------------------------------------------------- | ---------------------------------------------------------------- | ------ |
| 142 | 1月11日  | 河合郁人（A.B.C-Z）、田中直樹（ココリコ）、ディーン・フジオカ、若槻千夏                           |                                                                  |        |
| 143 | 1月18日  | カズレーザー（メイプル超合金）、河合郁人（A.B.C-Z）、陣内智則、若槻千夏                           |                                                                  |        |
| 144 | 1月25日  | カズレーザー（メイプル超合金）、田中直樹（ココリコ）、若槻千夏                                    | 林マヤ、ペリ・ウブ                                               |        |
| 145 | 2月01日  | カズレーザー（メイプル超合金）、陣内智則、若槻千夏                                                |                                                                  |        |
| 146 | 2月08日  | カズレーザー（メイプル超合金）、陣内智則、若槻千夏                                                | 井上咲楽、KENZO                                                  |        |
| 147 | 2月15日  | カズレーザー（メイプル超合金）、陣内智則、バカリズム、若槻千夏                                    |                                                                  |        |
| 148 | 2月22日  | カズレーザー（メイプル超合金）、河合郁人（A.B.C-Z）、田中直樹（ココリコ）、若槻千夏               |                                                                  |        |
| 149 | 3月01日  | カズレーザー（メイプル超合金）、陣内智則、田中直樹（ココリコ）、若槻千夏                          | 遠藤章造（ココリコ）、山之内すず                                 | [ 11 ] |
| 150 | 3月15日  | カズレーザー（メイプル超合金）、陣内智則、杉野遥亮、若槻千夏                                      |                                                                  |        |
| 151 | 3月22日  | カズレーザー（メイプル超合金）、陣内智則、バカリズム、若槻千夏                                    |                                                                  |        |
| 152 | 4月19日  | カズレーザー（メイプル超合金）河合郁人（A.B.C-Z）、窪田正孝、田中直樹（ココリコ）、若槻千夏       | 遠藤章造（ココリコ）                                             | [ 11 ] |
| 153 | 4月26日  | カズレーザー（メイプル超合金）、田中直樹（ココリコ）、若槻千夏                                    | 井上咲楽                                                         |        |
| 154 | 5月03日  | カズレーザー（メイプル超合金）、田中直樹（ココリコ）、バカリズム、若槻千夏                        | 横澤夏子                                                         |        |
| 155 | 5月10日  | 井森美幸、カズレーザー（メイプル超合金）、陣内智則、若槻千夏                                      | 井上咲楽                                                         |        |
| 156 | 5月17日  | カズレーザー（メイプル超合金）、田中直樹（ココリコ）、中村倫也、若槻千夏                          | 横澤夏子                                                         |        |
| 157 | 5月24日  | ウエンツ瑛士、カズレーザー（メイプル超合金）、陣内智則、若槻千夏                                  |                                                                  |        |
| 158 | 5月31日  | カズレーザー（メイプル超合金）、田中直樹（ココリコ）、ビビる大木、若槻千夏                        | 松木安太郎、吉原功兼（関西テレビアナウンサー）                   |        |
| 159 | 6月07日  | カズレーザー（メイプル超合金）、陣内智則、高橋みなみ、若槻千夏                                    |                                                                  |        |
| 160 | 6月14日  | カズレーザー（メイプル超合金）、田中直樹（ココリコ）、バカリズム、若槻千夏                        | ギャル曽根                                                       |        |
| 161 | 6月21日  | カズレーザー（メイプル超合金）、河合郁人（A.B.C-Z）、陣内智則、若槻千夏                           |                                                                  |        |
| 162 | 6月28日  | 井森美幸、カズレーザー（メイプル超合金）、田中直樹（ココリコ）、陣内智則、若槻千夏                |                                                                  | [ 11 ] |
| 163 | 7月12日  | カズレーザー（メイプル超合金）、陣内智則、博多華丸（博多華丸・大吉）、若槻千夏                    |                                                                  | [ 12 ] |
| 164 | 7月19日  | 上地雄輔、カズレーザー（メイプル超合金）、田中直樹（ココリコ）、若槻千夏                          |                                                                  | [ 13 ] |
| 165 | 7月26日  | カズレーザー（メイプル超合金）、田中直樹（ココリコ）、バカリズム、若槻千夏                        |                                                                  | [ 14 ] |
| 166 | 8月02日  | カズレーザー（メイプル超合金）、陣内智則、若槻千夏                                                | カミナリ、U字工事                                                |        |
| 167 | 8月09日  | 相葉雅紀、カズレーザー（メイプル超合金）、河合郁人（A.B.C-Z）、陣内智則、若槻千夏                 | 飯尾和樹（ずん）、井上咲楽、ダイアン、U字工事                    | [ 11 ] |
| 168 | 8月16日  | カズレーザー（メイプル超合金）、陣内智則、竹内涼真、若槻千夏                                      | 飯尾和樹（ずん）、田辺智加（ぼる塾）、横澤夏子                   |        |
| 169 | 8月30日  | カズレーザー（メイプル超合金）、田中直樹（ココリコ）、百田夏菜子（ももいろクローバーZ）、若槻千夏 |                                                                  |        |
| 170 | 9月06日  | カズレーザー（メイプル超合金）、陣内智則、横澤夏子、若槻千夏                                      | すゑひろがりず、なすなかにし、本並健治、丸山桂里奈               |        |
| 171 | 9月13日  | 井森美幸、カズレーザー（メイプル超合金）、田中直樹（ココリコ）、若槻千夏                          | カミナリ、鈴木楽、鈴木誉、U字工事                                |        |
| 172 | 9月20日  | カズレーザー（メイプル超合金）、田中直樹（ココリコ）、バカリズム、若槻千夏                        | ウド鈴木（キャイ～ン）                                           |        |
| 173 | 10月04日 | カズレーザー（メイプル超合金）、若槻千夏、松坂桃李、清野菜名                                      | カミナリ、河合郁人（A.B.C-Z）、貴乃花光司、U字工事               | [ 11 ] |
| 174 | 10月11日 | カズレーザー（メイプル超合金）、川栄李奈、陣内智則、若槻千夏                                      | 川村エミコ（たんぽぽ）、U字工事                                  |        |
| 175 | 11月01日 | カズレーザー（メイプル超合金）、滝沢カレン、田中直樹（ココリコ）、若槻千夏                        | なすなかにし                                                     |        |
| 176 | 11月08日 | カズレーザー（メイプル超合金）、田中直樹（ココリコ）、バカリズム、若槻千夏                        | 飯尾和樹（ずん）、なすなかにし、浜口京子                         |        |
| 177 | 11月15日 | カズレーザー（メイプル超合金）、陣内智則、若槻千夏                                                | 宇治原史規（ロザン）、カミナリ、U字工事                          |        |
| 178 | 11月29日 | カズレーザー（メイプル超合金）、田中直樹（ココリコ）、陣内智則、若槻千夏                          | 飯尾和樹（ずん）、川村エミコ（たんぽぽ）、鈴木夢、鈴木楽、鈴木誉 |        |
| 179 | 12月13日 | カズレーザー（メイプル超合金）、陣内智則、若槻千夏                                                | カミナリ、貴乃花光司、U字工事                                    |        |
| 180 | 12月20日 | カズレーザー（メイプル超合金）、田中直樹（ココリコ）、バカリズム、若槻千夏                        |                                                                  |        |

#### 2023年（令和5年）
| 回  | 放送日  | パネラー                                                                 | ゲスト     | VTR出演                                          | 備考 |
| --- | ------- | ------------------------------------------------------------------------ | ---------- | ------------------------------------------------ | ---- |
| 181 | 1月17日 | カズレーザー（メイプル超合金）、田中直樹（ココリコ）、若槻千夏           | 尾上右近   | 中岡創一（ロッチ）、ゆうちゃみ、ゆいちゃみ       |      |
| 182 | 1月24日 | カズレーザー（メイプル超合金）、陣内智則、若槻千夏                       | U字工事    | 小林幸子、津田篤宏（ダイアン）                   |      |
| 183 | 1月31日 | カズレーザー（メイプル超合金）、田中直樹（ココリコ）、若槻千夏           | 片岡愛之助 | カミナリ、鈴木楽、鈴木誉                         |      |
| 184 | 2月07日 | カズレーザー（メイプル超合金）、陣内智則、若槻千夏                       | バカリズム | U字工事                                          |      |
| 185 | 2月14日 | カズレーザー（メイプル超合金）、田中直樹（ココリコ）、若槻千夏           | カミナリ   | 貴乃花光司、中岡創一（ロッチ）                   |      |
| 186 | 2月21日 | カズレーザー（メイプル超合金）、陣内智則、若槻千夏                       | バカリズム | 飯尾和樹（ずん）、くっきー!（野性爆弾）          |      |
| 187 | 2月28日 | カズレーザー（メイプル超合金）、陣内智則、若槻千夏                       | カミナリ   |                                                  |      |
| 188 | 3月07日 | カズレーザー（メイプル超合金）、田中直樹（ココリコ）、若槻千夏           |            | 飯尾和樹（ずん）、大久保佳代子（オアシズ）       |      |
| 189 | 3月14日 | カズレーザー（メイプル超合金）、田中直樹（ココリコ）、若槻千夏           | バカリズム | 飯尾和樹（ずん）、鈴木福、鈴木楽、鈴木誉、彦摩呂 |      |
| 190 | 3月21日 | カズレーザー（メイプル超合金）、陣内智則、田中直樹（ココリコ）、若槻千夏 | U字工事    | カミナリ、中岡創一（ロッチ）                     |      |

## スタッフ

### レギュラー版（2022年1月以降）
- ナレーション：服部伴蔵門（2021年1月 - ）
- 構成：西村隆志、デーブ八坂（西村・デーブ→2020年9月7日 - ）、八代丈寛、宮下勇二（八代・宮下→2022年2月1日 - ）
- TP：山下悠介
- SW：矢代祐一
- CAM：吉原喜久
- VE：土井理沙
- 音声：江川祐
- 照明：平井治雄
- CG：稲葉秀樹
- イラスト：早瀬瑠璃
- 編集：岩谷咲、三浦友裕、長谷川賢太、石川大貴、小枝繁之、二宮直人、藤田雅司【週替り】
- MA：上松紗弓
- 音響効果：久坂惠紹、石崎のの
- アートプロデューサー：小野寺一幸
- アートディレクター：茂木大樹
- 大道具：中本晃幸
- メイク：水落万里子
- スタイリング：fill.S
- 技術協力：ニユーテレス、プログレッソ、レモンスタジオ、TSP-WARP、ぴーたん【毎週】、共同テレビ、バンエイト、イメージランド、スウィッシュ・ジャパン（以前は協力→一時離脱→復帰）、BULLBULL、港家、パワービジョン、T・P BRAIN、ユニカム、極東電視台、小原憲、ピースリー本舗、株式会社NAVA、池田屋（以前は協力→一時離脱）、ネットビジョン、タイムリー（一時離脱→復帰）、ツウテック、EYE ZEN、アートエディット、きさくや、ジェー・ピー・エヌ、J-crew、ハートビーツ、TAGBOAT、よしもとブロードエンタテイメント、広域テレビ、MABU、東京オフラインセンター、ツウテック、千代田ビデオ、ビデオスタッフ、ピースリー本舗、NAVA【週替り】
- 美術協力：アート4
- 編成：細川陽子（カンテレ、2019年11月4日 - ）
- 宣伝：中村佳苗（カンテレ、2022年8月16日 - ）
- リサーチ：外舘友樹、森祐介（スコープ）【毎週】、井上つどい(集)、さかE、フォーミュレーション、近江谷志織【週替り】
- TK：TBG
- ブレーン：関秀章（JUMP、2018年10月22日 - 2022年1月まで構成）、谷口秀一（インガルス）、山本三四郎（JUMP）
- FD：加藤宏基（以前はAD→ディレクター）
- AD：平野碧、横瀬天夢、小野島佑、小田裕生、丸尾直人、西村創央、山口莉那、竹永泰、本山康平、松井佑樹、野村智子、古田島裕太、多富一英、比嘉愛佳、髙橋楽人、滝航、阿部泰賀、渋谷佑里、菅桃香、山本祥光、陳庭嫖、水戸部帆乃加、蓬莱亮、安井華奈子、金城萌、平林千佳、滝野澤薫、平岡諒、相澤夢乃、鵜飼由梨、青木芳樹、丹羽佳樹、我妻和希、安藤友都、倉内優奈、高橋楽人、塩田遥香、山本美咲、根本彩花、笠原怜那、小島里華子、小玉彩花、塩澤和昭、藤井裕太、角田陽菜、藤本大地、丹羽佳樹、山角咲季、北直樹、新井麻友【週替り】
- AP：伊藤瑛梨（2021年7月5日 - ）、藤原華歩（2021年10月12日 - ）、小川兼生（2021年11月9日 - ）、外山眞貴子（2022年5月24日 - ）、城美幸（2022年6月28日 - ）、松本なおみ(奈緒美)（2022年8月30日 - ）、三島綾乃（2022年9月6日 - ）、藤井里帆（2022年10月4日 - ）【週替り】
- ディレクター：岡本光浩、武山聡志、二宮孝太郎、真壁瞬、吉田慶介、宮田綾子、田村容子・三澤光輝・坂本浩章・山下和之（JUMP、田村・山下→以前はチーフディレクター）、生駒真也（ROFL）、瀬戸亘、三浦謙太郎、阿部和孝、吉村直暢（メディアプルポ）、小亀聡史、吉倉瑞穂、小平翔之介、岡部大五郎、持田謙二、本田啓壱、井関雅之、橋田裕元、青山敏雄、島袋亮太、北島清次、小島隆補、田端裕一（以前はAD）、樫出浩行、横田裕昌、杉山翼、鈴木章浩、小澤雄一、長谷川美典、加藤翔輝、岩田充弘、関谷優作、兼丸洋介、五十嵐健太（五十嵐→以前はディレクター→チーフディレクター→一時離脱）、寺井克徳（寺井→以前はAD→ディレクター→一時離脱→復帰）、兼松剛、吉野裕二、西田周平、川跡友里、山本希江、山下桂介、栗山真、曽我和隆、田中美帆、尾形正喜（尾形→以前は演出→チーフディレクター→一時離脱）、久世恵太、酒井翔太、江村秀忠、胡桃澤希実（胡桃澤→以前はAD）【週替り】
- チーフ/ディレクター：根本太郎（JUMP、以前は根本→以前はチーフディレクター→FD→ディレクター）、脇山健人（カンテレ）【週替り、回によって異なる】
- チーフディレクター（2019年8月26日 - ）：神山達也、熊田明弘・元藤稔（JUMP）、松延由子、黒崎翔太郎・吉川亮太（カンテレ）、小田清仁（ROFL）、山本結城（オフイチ）、丹野樹史（BULLY CAT）、山際梨紗（極東電視台）、東上床直樹（TOCO102）、瀬津巧（小田→以前は演出、熊田→以前は総合演出→2020年10月5日 - 2021年12月まで演出→一時離脱、瀬津→以前はFD→ディレクター、松延・山本・東上床・元藤・吉川→以前はディレクター）【週替り】
- 監修：藤本良雄・横森あつし（JUMP、藤本→2022年4月 -、以前は演出→チーフディレクター→ディレクター、横森→2022年1月11日 -、2020年10月5日 - 2021年12月まで総合演出）
- 総合演出：泉雄介（カンテレ、2022年1月11日 -、2019年9月23日 - 2020年3月までプロデューサーのみ、2019年12月16日 - 2020年3月までチーフディレクターの回あり、2020年4月13日 - 2021年12月まで演出・プロデューサー）
- プロデューサー：芦田政和・松本定子・古賀将之（JUMP）【毎週】、河本和美、馬場哉、横山勇人（メディアプルポ）、増村紀男（すくらむ）、山井貴超・磯見美佐子・川島道子・大本昌徳（極東電視台）、豊巻紘宣（豊巻→以前は毎週AP）、出口暢子、工藤真大（工藤→以前はAD）【週替り】
- チーフプロデューサー：片山健太（カンテレ、2022年8月16日 -）
- 制作：JUMP【毎週】、メディアプルポ（2018年11月19日 - ）、すくらむ株式会社（2021年11月9日 - ）、極東電視台（2022年4月26日 - ）、Ao,inc.（2022年5月24日 - ）【週替り】／カンテレクリエイティブ本部制作局 東京制作部（※表記無し）
- 制作著作：カンテレ

### 過去のスタッフ（レギュラー版）
- ナレーション：マリナ・アイコルツ、松元真一郎、山田茉莉（山田→2020年4月 - 12月）、逸見友恵（逸見→2021年1月 - 9月）
- 構成：板橋めぐみ、山形遼介（2019年4月 - ）、松田敬三、石井裕之、田中裕作、野村安史（2018年12月3日 - ）、江戸川ダビ夫、夢之箱、古井知克（古井→2022年1月11日 - ）、大塚泰博、佐藤優介（大塚・佐藤→2021年9月7日 - ）、エモペイ（エモペ→2022年9月20日 - ）
- 照明：根建勝広
- 編集：伊藤和幸、今井純、辻本昌義、三上大貴、三浦友裕、鈴木建介、鉢谷大吾、中島拓也、服部智仁、岩崎優貴
- MA：伊藤慎吾
- デザイナー：道勧英樹、髙木智恵子
- グラフィックデザイン：高橋知子
- セットキーパー：前田忠
- 協力：Zeta、ラックプロ、東京オフラインセンター、テクノマックス、BIG VOICE 、テレビシティ、プライド・ドゥ、KOA、ROGUE、NSNプランニング
- 技術協力：クリア、那渡雄大、レック、DEEP、TSP、アポロ、象、ハンドオン、写楽、オーシャンクロス、ザ・チューブ、J-crew、オオガプロモーション、BIGNOSE、鹿児島ビジョン、fpsProgress、VIC、Hype、ライズ・アップ
- 編成：青木裕子（カンテレ、2018年10月22日 - 2019年10月28日）
- 宣伝：佐藤英明（カンテレ、2019年11月4日 - 2021年5月）、安田宜義（カンテレ、2018年10月22日 - 2019年10月28日、2021年6月 -）
- リサーチ：下高呂佳子（2018年12月3日 - ）、冨田紀子（2019年1月14日 - ）、鹿山智美、奥田和也、石川将輝、西口直、菅将仁、前田奈苗、岩間丈倫
- AD：杉野健人、山崎愛弥、葛谷朱美、香本良太、藤原綾子、青山詩和里、永田一行、大澤佑一郎、寺田昴平、池田光輝、徳丸あす香、芝内竜成、田中裕也、佐々木基博、秋田翔吾、片桐絵里、松並潤治、井関雅之、佐藤敬祐、陳曉蔚、松本裕、谷村美保、八木暸、川嵜海、尾崎貴志、斎藤沙由紀、戸浦彩香、長谷川萌奈、渡辺胡桃、中澤有理子、小川裕香里、加藤稜磨、佐藤湧聖、松島恵、中川弘樹、太田優衣、山本祥光、渡部あすか、伊澤結花、鐙友里、吉本未来、松本令空、浦野大河、本山健太、佐藤凌也、岩本拓磨、瀧澤巧実、海野大河、横田茉緒、田邉晃一、吉元未空、藤澤慎之介、亀松ゆき子（一時離脱→復帰）、上田佳央、上野台、新田彩希、飯田芽久
- AP：嶺村友江（テレビマンユニオン）、廣瀬莉子、権田祐輔、本山ひかる、日野絢介、加藤彩華（2020年8月 - ）、小嶋悠介（一時離脱→復帰）、長篤志（2020年1月13日 - ）、後藤美紗子（2019年6月22日 -2021年9月）、綿貫遥（JUMP、以前はデスク）
- FD：瀬川翔（カンテレ、以前はディレクター兼務）
- ディレクター：薗田美有紀、小野哲司、野村明浩、岸元美江、薮崎雅弘、阿由葉聡子、橋本倫、原愼吾、上野関一朗、木下太輔、牧田潤也、木村諒、鈴木洋平、篠原利恵、村上和光、川田創、池山喜勇、宮川貴匡、森島孝志、石田利之、瀧島光人（プロジェクト ドーン）、石丸達也、池上健介、伊藤有祐、永島糧、柚木雅博、射手矢正太郎、藤野智光、神林直人（JUMP）、大沢朗、高野信行、小野亮太（スーパーレフト）、神山達也、渡辺将太、上松真也、坂井直之（JUMP、以前は演出→チーフディレクター）、中広周平、川跡友里、小久保麻里、伊藤雄太、長谷川真也、佐川陽亮、金子大地、長谷川嘉紀（ギャグ・シンセサイザー）、鈴木慶昭（ローリング、以前はチーフディレクター）、小倉大輔、江野沢新介、増本敬、君島和彦、野呂智之（小久保→以前はAD）
- 演出：内山雄人（テレビマンユニオン）、小川剛、佐藤宗明、佐藤一輝（GUTS）、尾崎義史（レジスタx1）
- チーフディレクター：米嶋悟志、茂野悠介（メディアプルポ）、藤岡秀万（JUMP、ディレクターの回あり）、谷田磨隆（ローリング）、西古屋竜太（Q.inc、2020年1月13日 - ）
- プロデューサー：長野聡（カンテレ、2018年10月22日 - 2019年7月29日）、杉田浩光・関根聖一郎（テレビマンユニオン）、富田好美（オフィスクレッシェンド）、近藤貴彦（BOマーズ、2019年11月18日 - 2020年9月）、笹野健太郎（Q.inc、2020年3月16日 - 9月）、小川隆蔵（Q.inc）、阿部裕・浅田浩揮（ローリング、2020年2月10日 -2021年9月）、三ツ木沙織（BOマーズ、2019年11月18日 -2021年9月）、松本あゆみ（オラフズ）
- チーフプロデューサー：東野和全（カンテレ、2018年10月22日 - 2019年12月16日）、脇田直樹（カンテレ、2020年4月13日 -、2019年8月5日 - 2020年3月までプロデューサー）
- 制作：テレビマンユニオン（2018年11月5日 - 2019年7月）、ローリング（2019年10月7日 -2021年3月 ）、LOGlC（2019年7月8日 -2021年８月 ）、ROFL（2019年2月18日 -2021年9月 ）、Q.inc

### パイロット版（スタッフ）
- ナレーション：松元真一郎、マリナ・アイコルツ
- 構成：夢之箱、板橋めぐみ、松田敬三、田中裕作
- リサーチ：菅将仁、岩間丈倫
- <スタジオ技術>
  - TP：高瀬義美
  - SW：矢代祐一
  - CAM：吉原喜久
  - VE：土井理沙
  - LD：長谷川英樹
  - MIX：江川祐
- TK：TBG
- <ロケ技術>
  - CAM：橋本俊令、吉永直哉、吉岡稔、土谷三代、高橋勉、谷口博之
  - VE：小倉正己、上野篤史、赤松比呂志、安沢貴幸
- EED：森川瞬太、茂木雅人
- MA：小田和博
- 音響効果：久坂惠紹、宮田友貴
- 技術協力：ニユーテレス、共同テレビジョン、ヒートワン、MABU、麻布プラザ、戯音工房、TMC レモンスタジオ、プログレッソ
- <美術>
  - プロデュース：小野寺一幸、茂木大樹
  - デザイン：道勧英樹、松浦なつみ
  - メイク：椎谷紗也子
- 美術協力：アートフォー、Scybeens、インターナショナルクリエイティブ
- CG制作：ぴーたん
- イラスト制作：早瀬瑠璃
- 編成：川村徹也（カンテレ）
- 宣伝：安田宜義（カンテレ）
- ブレーン：谷口秀一（インガルス）、山本三四郎（JUMP）
- AD：櫻井将平、長谷川侑也、山本康二
- AP：小荷田麻美
- ディレクター：坂井直之・根本太郎・田村容子（JUMP）
- 演出：熊田明弘（JUMP）
- 総合演出：芦田政和（JUMP）
- プロデューサー：乾充貴（カンテレ）、一丸拓之・松本定子（JUMP）
- 制作協力：ジャンプコーポレーション
- 制作著作：カンテレ

## 放送局
| 放送対象地域   | 放送局                    | 系列                                         | 放送期間                       | 放送日時           | ネット状況             |
| -------------- | ------------------------- | -------------------------------------------- | ------------------------------ | ------------------ | ---------------------- |
| 近畿広域圏     | 関西テレビ（KTV）         | フジテレビ系列                               | 2018年10月22日 - 2023年3月21日 | 火曜 21:00 - 21:54 | 制作局                 |
| 北海道         | 北海道文化放送（uhb）     | フジテレビ系列                               | 2018年10月22日 - 2023年3月21日 | 火曜 21:00 - 21:54 | 同時ネット             |
| 岩手県         | 岩手めんこいテレビ（mit） | フジテレビ系列                               | 2018年10月22日 - 2023年3月21日 | 火曜 21:00 - 21:54 | 同時ネット             |
| 宮城県         | 仙台放送（OX）            | フジテレビ系列                               | 2018年10月22日 - 2023年3月21日 | 火曜 21:00 - 21:54 | 同時ネット             |
| 秋田県         | 秋田テレビ（AKT）         | フジテレビ系列                               | 2018年10月22日 - 2023年3月21日 | 火曜 21:00 - 21:54 | 同時ネット             |
| 山形県         | さくらんぼテレビ（SAY）   | フジテレビ系列                               | 2018年10月22日 - 2023年3月21日 | 火曜 21:00 - 21:54 | 同時ネット             |
| 福島県         | 福島テレビ（FTV）         | フジテレビ系列                               | 2018年10月22日 - 2023年3月21日 | 火曜 21:00 - 21:54 | 同時ネット             |
| 関東広域圏     | フジテレビ（CX）          | フジテレビ系列                               | 2018年10月22日 - 2023年3月21日 | 火曜 21:00 - 21:54 | 同時ネット             |
| 新潟県         | NST新潟総合テレビ（NST）  | フジテレビ系列                               | 2018年10月22日 - 2023年3月21日 | 火曜 21:00 - 21:54 | 同時ネット             |
| 長野県         | 長野放送（NBS）           | フジテレビ系列                               | 2018年10月22日 - 2023年3月21日 | 火曜 21:00 - 21:54 | 同時ネット             |
| 静岡県         | テレビ静岡（SUT）         | フジテレビ系列                               | 2018年10月22日 - 2023年3月21日 | 火曜 21:00 - 21:54 | 同時ネット             |
| 富山県         | 富山テレビ（BBT）         | フジテレビ系列                               | 2018年10月22日 - 2023年3月21日 | 火曜 21:00 - 21:54 | 同時ネット             |
| 石川県         | 石川テレビ（ITC）         | フジテレビ系列                               | 2018年10月22日 - 2023年3月21日 | 火曜 21:00 - 21:54 | 同時ネット             |
| 福井県         | 福井テレビ （FTB）        | フジテレビ系列                               | 2018年10月22日 - 2023年3月21日 | 火曜 21:00 - 21:54 | 同時ネット             |
| 中京広域圏     | 東海テレビ（THK）         | フジテレビ系列                               | 2018年10月22日 - 2023年3月21日 | 火曜 21:00 - 21:54 | 同時ネット             |
| 島根県・鳥取県 | さんいん中央テレビ（TSK） | フジテレビ系列                               | 2018年10月22日 - 2023年3月21日 | 火曜 21:00 - 21:54 | 同時ネット             |
| 岡山県・香川県 | 岡山放送（OHK）           | フジテレビ系列                               | 2018年10月22日 - 2023年3月21日 | 火曜 21:00 - 21:54 | 同時ネット             |
| 広島県         | テレビ新広島（tss）       | フジテレビ系列                               | 2018年10月22日 - 2023年3月21日 | 火曜 21:00 - 21:54 | 同時ネット             |
| 愛媛県         | テレビ愛媛（EBC）         | フジテレビ系列                               | 2018年10月22日 - 2023年3月21日 | 火曜 21:00 - 21:54 | 同時ネット             |
| 高知県         | 高知さんさんテレビ（KSS） | フジテレビ系列                               | 2018年10月22日 - 2023年3月21日 | 火曜 21:00 - 21:54 | 同時ネット             |
| 福岡県         | テレビ西日本（TNC）       | フジテレビ系列                               | 2018年10月22日 - 2023年3月21日 | 火曜 21:00 - 21:54 | 同時ネット             |
| 佐賀県         | サガテレビ（STS）         | フジテレビ系列                               | 2018年10月22日 - 2023年3月21日 | 火曜 21:00 - 21:54 | 同時ネット             |
| 長崎県         | テレビ長崎（KTN）         | フジテレビ系列                               | 2018年10月22日 - 2023年3月21日 | 火曜 21:00 - 21:54 | 同時ネット             |
| 熊本県         | テレビくまもと（TKU）     | フジテレビ系列                               | 2018年10月22日 - 2023年3月21日 | 火曜 21:00 - 21:54 | 同時ネット             |
| 鹿児島県       | 鹿児島テレビ（KTS）       | フジテレビ系列                               | 2018年10月22日 - 2023年3月21日 | 火曜 21:00 - 21:54 | 同時ネット             |
| 沖縄県         | 沖縄テレビ（OTV）         | フジテレビ系列                               | 2018年10月22日 - 2023年3月21日 | 火曜 21:00 - 21:54 | 同時ネット             |
| 大分県         | テレビ大分（TOS）         | 日本テレビ系列 フジテレビ系列                | 2021年10月12日 - 2023年3月21日 | 火曜 21:00 - 21:54 | 同時ネット             |
| 宮崎県         | テレビ宮崎（UMK）         | フジテレビ系列 日本テレビ系列 テレビ朝日系列 | 2021年10月12日 - 2023年3月21日 | 火曜 21:00 - 21:54 | 一部回を除き同時ネット |
| 青森県         | 青森放送（RAB）           | 日本テレビ系列                               | 2019年5月19日 - 2023年5月28日  | 日曜 13:10 - 14:05 | 遅れネット             |

### インターネット配信
最新回配信は同時ネット局基準。
| 配信元         | 更新日時        | 配信期間 | 備考                 |
| -------------- | --------------- | -------- | -------------------- |
| カンテレドーガ | 火曜 21:54 更新 | 7日      | 最新回限定で無料配信 |
| TVer           | 火曜 21:54 更新 | 7日      | 最新回限定で無料配信 |
| GYAO!          | 火曜 21:54 更新 | 7日      | 最新回限定で無料配信 |